# Армейская авиация США

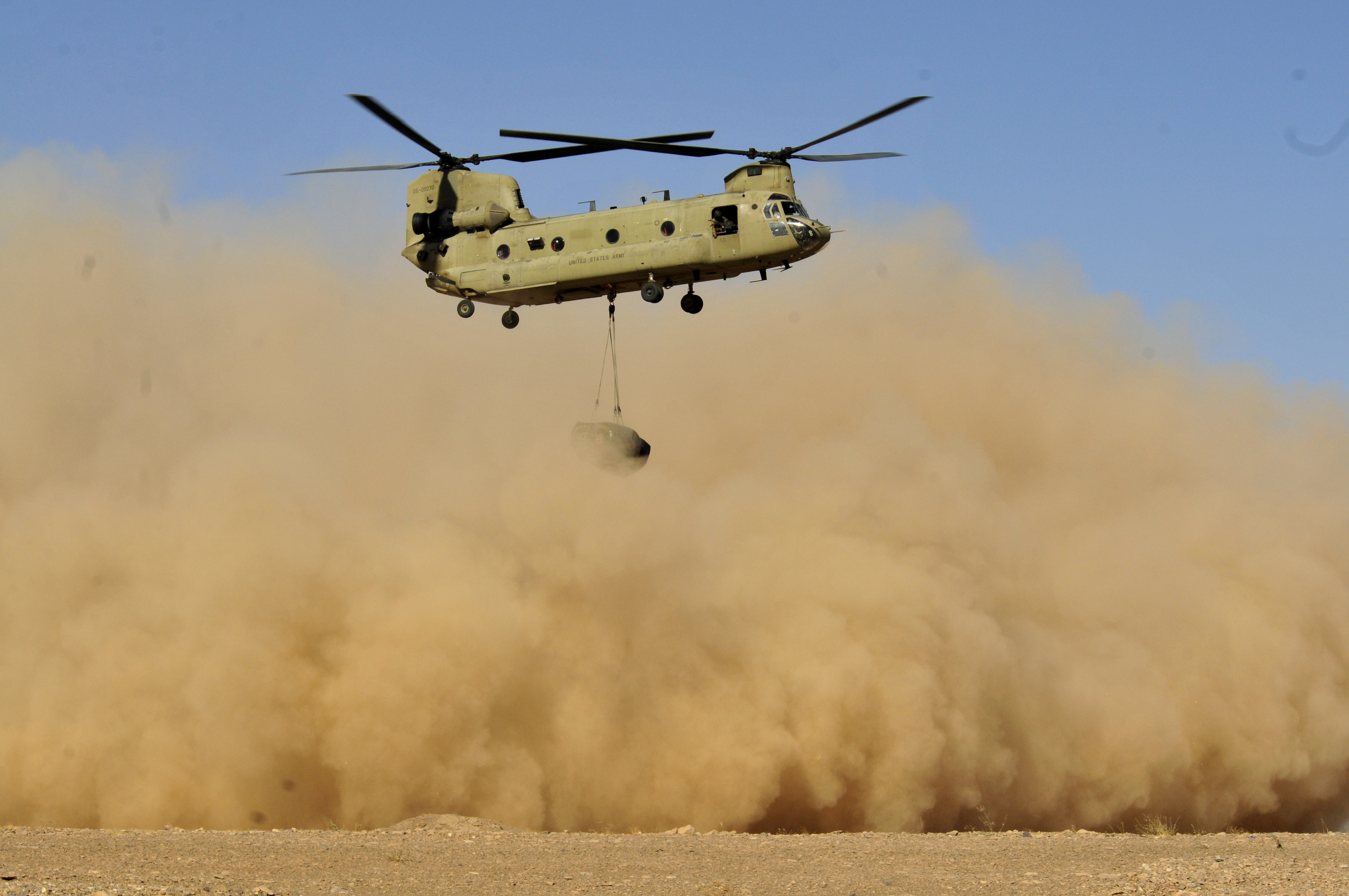
Boeing CH-47 Chinook Бригады армейской авиации 25-й пехотной дивизии, Афганистан, 2012 год

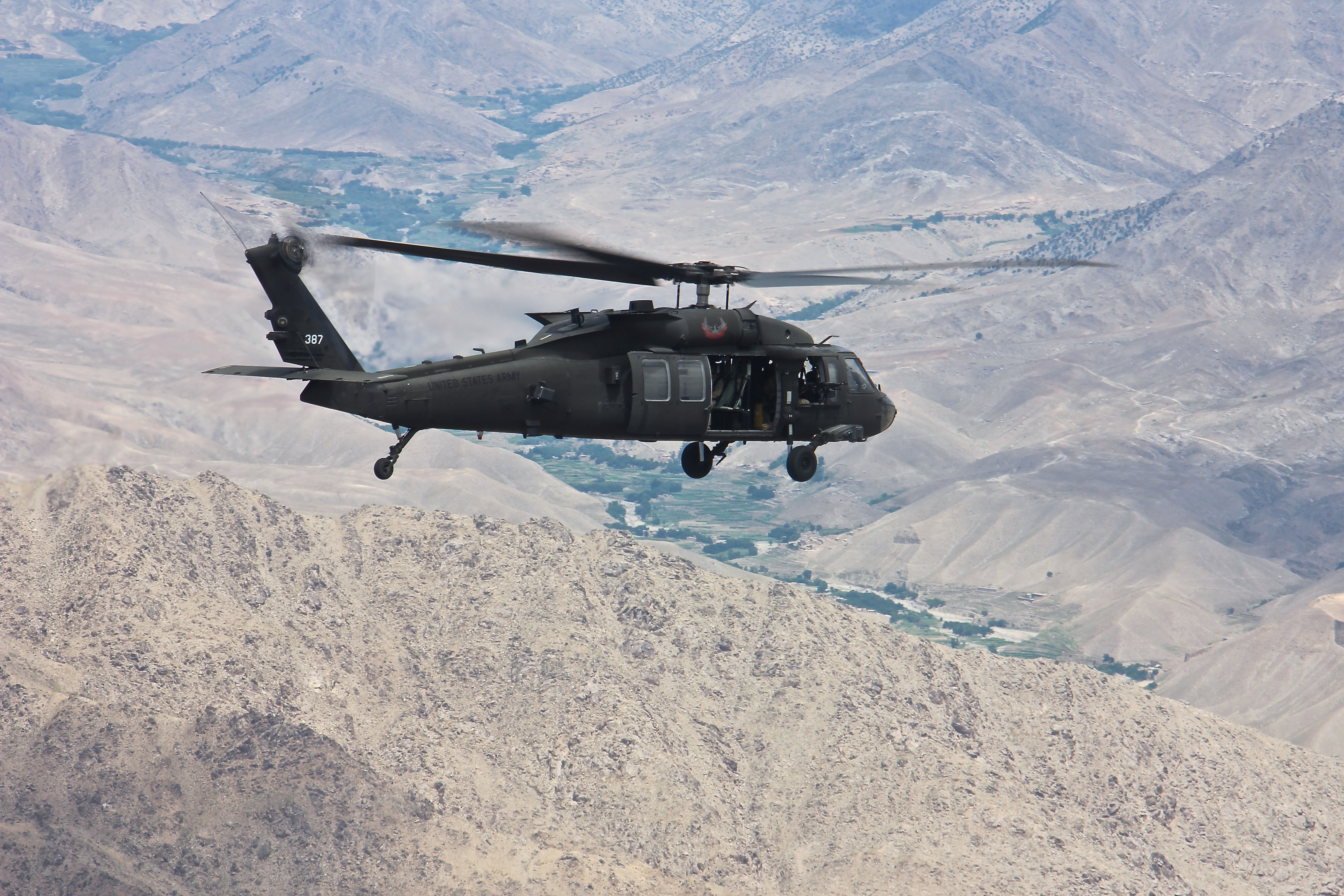
Sikorsky UH-60 Black Hawk Бригады армейской авиации 101-й воздушно-десантной дивизии, Афганистан, 2015 год

Армейская авиация США (англ. United States Army Aviation) — род войск в составе сухопутных войск США, который отвечает за доктрину, комплектование и конфигурацию всех подразделений армейской авиации. Ранее это подразделение считалось одним из родов войск, но сегодня оно включено в классификацию «Маневр, огонь и эффекты» (MFE) в соответствии с текущей организационной доктриной армии США.
После того, как армейский воздушный корпус превратился в армейские военно-воздушные силы, а позже был вовсе выведен в отдельный род войск, в армия остались только авиационные подразделения, оснащенные самолётами еаблюдения Taylorcraft L-2 Grasshopper, занимающимися артиллерийской разведкой. Армии пришлось разработать новую концепцию авиации с использованием вертолета, которая показала себя многообещающе во время Корейской войны и произвела революцию в ведении боевых действий во время Вьетнамской войны.

## История
До второй мировой войны вся авиация вооружённых сил США (кроме морской авиации) подчинялась командованию сухопутных войск (ВВС как вида вооружённых сил не существовало) и называлась воздушным корпусом Армии США.
После японского нападения на Перл-Харбор и вступления США в войну в декабре 1941 года началось увеличение военной авиации, которая была в дальнейшем преобразована в военно-воздушные силы США.
6 июня 1942 года было принято решение о передаче самолётов-корректировщиков частям полевой артиллерии. Обучение экипажей самолётов Piper L-4 Grashopper и Stinson L-5 Sentinel, авиатехников и их взаимодействие с артиллерией началось на военной базе «Post Field» в штате Оклахома, в ноябре 1942 года они впервые приняли участие в боевых действиях в Северной Африке.
После окончания второй мировой войны в 1945 году началось перевооружение на новые образцы техники и реформирование вооружённых сил США. Некоторое количество авиатехники передали в состав береговой охраны, в сентябре 1947 года были созданы Военно-воздушные силы Национальной гвардии США, а количество авиатехники в армейской авиации США было сокращено.
Развитие армейской авиации США началось во время Корейской войны 1950—1953 гг., в ходе которой в войска начали поступать вертолёты.
В 1962 году на Окинаве было сформировано первое подразделение, получившее на вооружение боевые вертолёты.
Также, в 1962 году были утверждены штаты 11-й экспериментальной воздушно-десантной дивизии (для которой вертолёты должны были стать основным штатным средством передвижения и огневой поддержки), в течение следующих двух лет дивизия (получившая пополнение из состава 2-й пехотной дивизии США) отрабатывала новую для своего времени концепцию ведения мобильной войны с применением вертолётов. 3 июля 1965 года в Форт-Беннинг дивизия получила символику и номера формирований 1-й кавалерийской дивизии (в название добавилось слово «аэромобильная»). В это время численность дивизии составляла 15 787 человек. На вооружении имелись 93 лёгких разведывательных вертолёта OH-13, 111 многоцелевых вертолётов UH-1B, 176 многоцелевых вертолётов UH-1D, 48 транспортных вертолётов CH-47, шесть самолётов OV-1, 1600 автомашин. В сентябре 1965 года дивизия была переброшена в Южный Вьетнам
Во вьетнамскую войну именно армейская авиация США осуществила основной объём задач по переброске личного состава и грузов в районы боевых действий.
12 апреля 1983 года армейская авиация США стала самостоятельным родом сухопутных войск.

## Современное состояние
Армейская авиация США на 2022 год включала в себя 27 бригад АА (13 — в составе регулярной армии, 12 — в Армии Национальной гвардии и две — в Резерве Армии).

### Оснащение
В 2018 году в каждой бригаде армейской авиации:
- Управление (Headquarters and Headquarters Company, HHC)
- Ударно-разведывательный вертолётный батальон (24 × AH-64D Apache и 12 × RQ-7 Shadow) (Air Cavalry Reconnaissance Squadron (ACRS))
- Ударно-разведывательный вертолётный батальон (24 × AH-64E Apache) (Attack Reconnaissance Battalion (ARB))
- Штурмовой вертолётный батальон (30 × UH-60 Black Hawk) (Assault Helicopter Battalion (AHB))
- Вертолётный батальон общей поддержки (8 × UH-60, 12 × CH-47F Chinook, 12 × HH-60M) (General Support Aviation Battalion (GSAB))
- Рота беспилотной авиации (12 × MQ-1C Grey Eagle) (UAS Company)
- Батальон тылового обеспечения (Aviation Support Battalion (ASB))

### Состав
Регулярная армия
1. Бригада армейской авиации 1-й кавалерийской дивизии (Combat Aviation Brigade, 1st Cavalry Division)
2. Бригада армейской авиации 1-й бронетанковой дивизии (Combat Aviation Brigade, 1st Armored Division)
3. Бригада армейской авиации 1-й пехотной дивизии (Combat Aviation Brigade, 1st Infantry Division)
4. Бригада армейской авиации 2-й пехотной дивизии (Combat Aviation Brigade, 2nd Infantry Division)
5. Бригада армейской авиации 3-й пехотной дивизии (Combat Aviation Brigade, 3rd Infantry Division)
6. Бригада армейской авиации 4-й пехотной дивизии (Combat Aviation Brigade, 4th Infantry Division)
7. Бригада армейской авиации 10-й горнопехотной дивизии (Combat Aviation Brigade, 10th Mountain Division)
8. Бригада армейской авиации 11-й воздушно-десантной дивизии (Combat Aviation Brigade, 11th Airborne Division)
9. Бригада армейской авиации 25-й пехотной дивизии (Combat Aviation Brigade, 25th Infantry Division)
10. Бригада армейской авиации 82-й воздушно-десантной дивизии (Combat Aviation Brigade, 82nd Airborne Division)
11. Бригада армейской авиации 101-й воздушно-десантной дивизии (Combat Aviation Brigade, 101st Airborne Division)
12. 12-я бригада армейской авиации Командования Армии США в Европе и Африке (12th Combat Aviation Brigade)
13. 16-я бригада армейской авиации 7-й пехотной дивизии (16th Combat Aviation Brigade, 7th Infantry Division)

Армия Национальной гвардии
1. Экспедиционная бригада армейской авиации 28-й пехотной дивизии (Expeditionary Combat Aviation Brigade, 28th Infantry Division)
2. Бригада армейской авиации 29-й пехотной дивизии (Combat Aviation Brigade, 29th Infantry Division)
3. Бригада армейской авиации 34-й пехотной дивизии (Combat Aviation Brigade, 34th Infantry Division)
4. Бригада армейской авиации 35-й пехотной дивизии (Combat Aviation Brigade, 35th Infantry Division)
5. Бригада армейской авиации 36-й пехотной дивизии (Combat Aviation Brigade, 36th Infantry Division)
6. Бригада армейской авиации 38-й пехотной дивизии (Combat Aviation Brigade, 38th Infantry Division)
7. Бригада армейской авиации 40-й пехотной дивизии (Combat Aviation Brigade, 40th Infantry Division)
8. Бригада армейской авиации 42-й пехотной дивизии (Combat Aviation Brigade, 42th Infantry Division)
9. 63-я бригада армейской авиации на ТВД (63rd Theater Aviation Brigade)
10. 77-я бригада армейской авиации (77th Combat Aviation Brigade)
11. 185-я бригада армейской авиации на ТВД (185th Theater Aviation Brigade)
12. 449-я бригада армейской авиации на ТВД (449th Theater Aviation Brigade)

Резерв Армии
1. 11-я экспедиционная бригада армейской авиации (11th Expeditionary Combat Aviation Brigade)
2. 244-я экспедиционная бригада армейской авиации ("244th Expeditionary Combat Aviation Brigade)